# Scuderia Ferrari Driver Academy
La Scuderia Ferrari Driver Academy (SFDA), nota fino al 2023 come Ferrari Driver Academy (FDA), è un programma sportivo della Ferrari, nato nel 2009 e diretto dal 2024 da Jérôme d'Ambrosio, che ha come scopo quello di formare i piloti selezionati dal punto di vista agonistico, umano e professionale. L'obiettivo dell'accademia è quello di preparare i giovani piloti a un approdo in Formula 1 e, potenzialmente, alla Scuderia Ferrari.
Jules Bianchi è stato il primo pilota a essere ingaggiato dalla Driver Academy, mentre Sergio Pérez è stato il primo ad approdare in F1: il messicano nel 2011 fece il suo esordio con la Sauber, ed è stato anche il primo elemento della Driver Academy a conquistare punti (Spagna 2011) e a salire sul podio (Malesia 2012).

## Storia

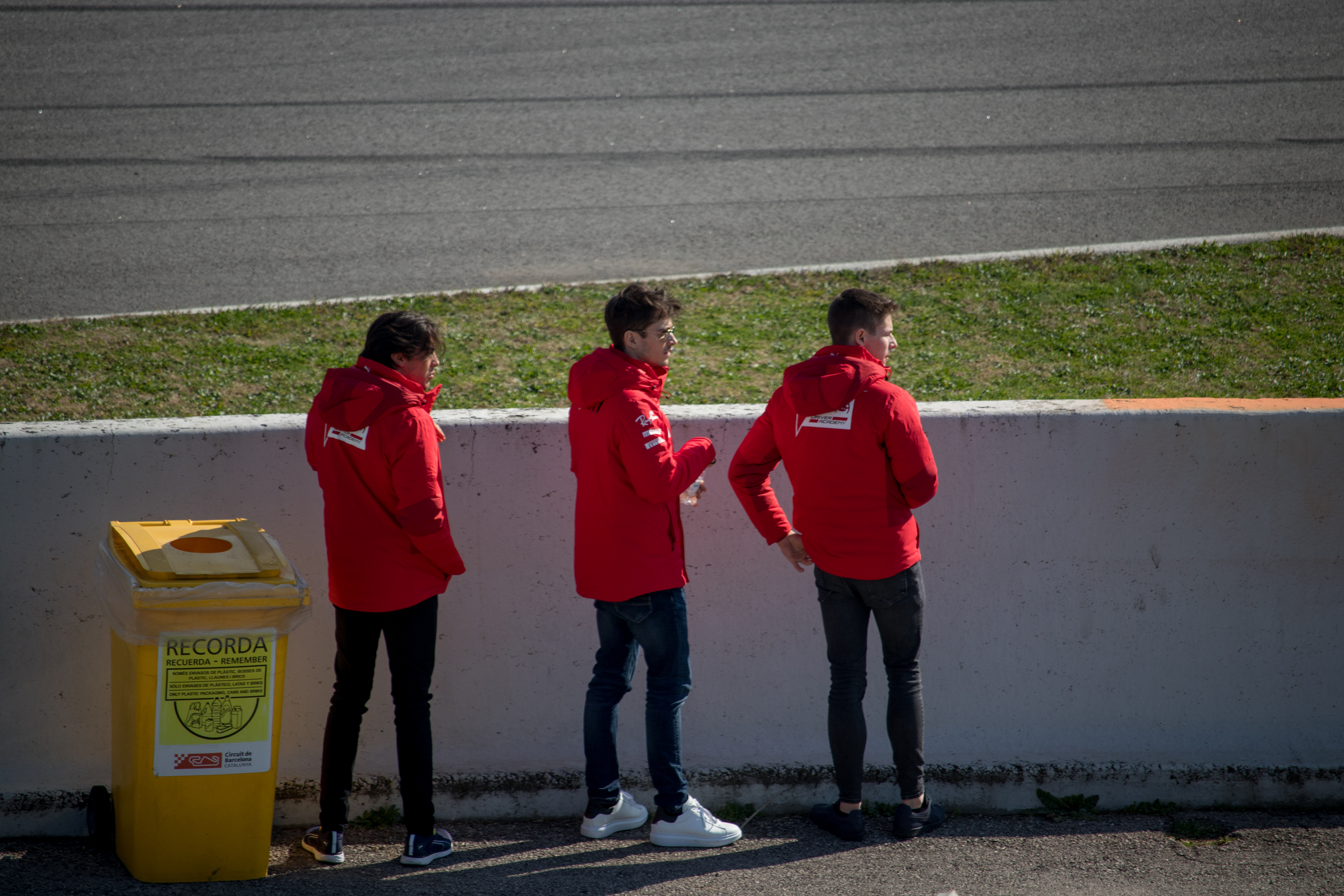
Da sinistra: Giuliano Alesi e i fratelli Charles e Arthur Leclerc, tutti e tre cresciuti nella Driver Academy, seguono da bordo pista i test F1 2020.

L'idea di un'organizzazione simile arrivò dopo aver osservato la crescita di Felipe Massa con l'azienda Ferrari, che mandò il pilota brasiliano nel team clienti Sauber per tre stagioni (2002, 2004 e 2005) nonostante rimanesse sotto contratto con la Scuderia.
Il francese Bianchi fu il primo ad essere assunto nella neonata Driver Academy nel dicembre 2009, per poi essere seguito da Mirko Bortolotti, Daniel Zampieri e Raffaele Marciello nel marzo 2010. Alla fine del 2010, Ferrari confermò l'assunzione di Pérez: il messicano fu il primo a compiere un passo verso la F1, avendo già firmato per la Sauber qualche giorno prima dell'annuncio. Pérez dovette forzatamente uscire dal programma nel momento in cui firmò per il team rivale McLaren nel 2013. Nel 2015, a seguito della morte di Bianchi per le conseguenze dell'incidente occorsogli nel Gran Premio del Giappone 2014, la Driver Academy perse il suo unico pilota titolare in F1.
A partire dal 2018 la Driver Academy è tornata a portare piloti in F1, con l'approdo del monegasco Charles Leclerc in Sauber durante la stessa stagione e, in seguito, l'ingaggio nel team clienti Haas del tedesco Mick Schumacher per la stagione 2021; Leclerc è anche il pilota più vincente del progetto, avendo conquistato il titolo GP3 2016 e quello di Formula 2 2017, nonché il primo cresciuto nella Driver Academy ad essere diventato pilota ufficiale della Scuderia.
Dal 2020 Ferrari crea le Scouting World Finals, un sistema per valutare i migliori piloti provenienti dal karting o dalla Formula 4 da introdurre nella Driver Academy. Nello stesso anno, Ferrari e FIA partecipano alla FIA Girls on Track, programma creato dalla Women in Motor Sport Commission della FIA con l'obiettivo di aiutare i migliori talenti femminili provenienti da tutto il mondo a emergere nelle competizioni automobilistiche.
Dal dicembre 2023 al settembre 2024, Jock Clear è stato il direttore operativo della Driver Academy, per poi cedere il comando a Jérôme d'Ambrosio dal 1º ottobre 2024.

## Sport elettronici
Nel 2019, la Ferrari ha istituito una squadra eSports per competere nelle F1 eSports Series. Nello stesso anno, l'italiano David Tonizza ha vinto il campionato piloti, assicurandosi la prima vittoria in campionato.
Nel 2020, Enzo Bonito e Filip Prešnajder si unirono alla squadra. Una stagione molto più difficile, con la Ferrari che ha ottenuto solo 2 vittorie in stagione, entrambe ottenute da Tonizza.
Per il 2021, il due volte campione di F1 eSports, Brendon Leigh, si è unito al team dalla Mercedes al partner Tonizza e al nuovo arrivato Domenico Lovece. Sono arrivati 4º nel campionato a squadre con 125 punti con 1 vittoria e 2 podi, entrambi di Tonizza.
Secondo classificato dal 2017 Fabrizio Donoso si è unito a Leigh e Tonizza in Ferrari per il 2022. Hanno sopportato la loro peggior stagione fino ad oggi, con un solo podio da Leigh e finendo 7º nella classifica a squadre.
Per l'edizione di F1 Sim Racing 2023-24, la FDA eSports, composta da Bari Broumand, Nicolas Longuet e István Puki, è riuscita a conquistare il primo titolo di campione del mondo nella categoria costruttori.

## Piloti della SFDA

### Piloti sotto la gestione della SFDA
| Pilota           | Anni          | Campionato attuale | Squadra           | Titoli*                     |
| ---------------- | ------------- | ------------------ | ----------------- | --------------------------- |
| / Dino Beganovic | 2020-presente | Formula 2          | Hitech Grand Prix | F3 europea regionale (2022) |
| Maya Weug        | 2021-presente | F1 Academy         | Prema Powerteam   | N/A                         |
| Rafael Câmara    | 2022-presente | Formula 3          | Trident           | F3 europea regionale (2024) |
| Tuukka Taponen   | 2023-presente | Formula 3          | ART Grand Prix    | N/A                         |
| / Aurelia Nobels | 2023-presente | F1 Academy         | ART Grand Prix    | N/A                         |

(*) Durante la permanenza nella Driver Academy.

### Scuderia Ferrari eSports Team[20]
| Pilota             | Anni  | Serie correnti                                                                                                   | Titoli come membro della SFDA                         |
| ------------------ | ----- | --- | ----------------------------------------------------- |
| Bardia Broumand    | 2023– | F1 Sim Racing | niente                                                |
| Nicolas Longuet    | 2023– | F1 Sim Racing | niente                                                |
| Tomasz Poradzisz   | 2023– | F1 Sim Racing | niente                                                |
| Dylan Warren       | 2023– | F1 Sim Racing | niente                                                |
| István Puki        | 2023– | F1 Sim Racing | niente                                                |
| Kamil Stachura     | 2023– | F1 Sim Racing | niente                                                |
| Jonathan Riley     | 2023– | SRO Intercontinental GT Challenge Esports                                                                        | Ferrari Esports Series (2022)                         |
| Chris Harteveld    | 2023– | SRO Intercontinental GT Challenge Esports SRO Esports Sim Pro Series                                             | SRO Esports Sim Pro Series                            |
| Dennis Jordan      | 2023– | rFactor 2 GT Challenge Formula SimRacing World Championship Virtual Endurance Championship                       | rFactor 2 GT Challenge Virtual Endurance Championship |
| Timotej Andonovski | 2023– | rFactor 2 GT Challenge Virtual Endurance Championship                                                            | Virtual Endurance Championship                        |
| Isaac Gillissen    | 2024– | SRO Intercontinental GT Challenge Esports Virtual Endurance Championship DTM Esports Pro Championship            | Virtual Endurance Championship                        |
| Gergő Báldi        | 2024– | SRO Intercontinental GT Challenge Esports DTM Esports Pro Championship Precision Racing League GT3 Sprint Series | Precision Racing League GT3 Sprint Series             |
| Mikhail Statsenko  | 2024– | SRO Intercontinental GT Challenge Esports                                                                        | niente                                                |
| Grantas Kareckas   | 2024– | SRO Intercontinental GT Challenge Esports                                                                        | niente                                                |
| Graham Carroll     | 2024– | iRacing Special Events                                                                                           | niente                                                |
| Patrik Sipos       | 2024– | F1 Sim Racing | niente                                                |
| Daniel Kjeldsen    | 2024– | F1 Sim Racing | niente                                                |
| John Evans         | 2024– | F1 Sim Racing | niente                                                |

### Piloti eSports passati sotto la gestione della SFDA
| Pilota                  | Anni      | Serie completate                                                                           | Titoli come membro della SFDA                                                            |
| ----------------------- | --------- | ------------------------------------------------------------------------------------------ | ---------------------------------------------------------------------------------------- |
| Amos Laurito            | 2019      | F1 eSports SRO GT World Challenge Europe Endurance Cup                                     | GT World Challenge Esports Europe Endurance Cup (2021)                                   |
| Gianfranco Giglioli     | 2019      | F1 eSports                                                                                 | niente                                                                                   |
| Enzo Bonito             | 2020      | F1 eSports SRO E-Sport GT Series Championship                                              | niente                                                                                   |
| Filip Prešnajder        | 2020      | F1 eSports                                                                                 | niente                                                                                   |
| Domenico Lovece         | 2021      | F1 eSports                                                                                 | niente                                                                                   |
| David Tonizza           | 2019–2022 | F1 eSports SRO GT World Challenge Esports Europe SRO Intercontinental GT Challenge Esports | F1 eSports (2019) SRO GT World Challenge Esports Europe Endurance Cup (2021)             |
| Giovanni De Salvo       | 2021–2022 | SRO GT World Challenge Esports Europe SRO Intercontinental GT Challenge Esports            | Ferrari Esports Series (2020) SRO GT World Challenge Esports Europe Endurance Cup (2021) |
| Brendon Leigh           | 2021–2022 | F1 eSports                                                                                 | niente                                                                                   |
| Bence Szabó-Kónyi       | 2021–2022 | F1 eSports                                                                                 | niente                                                                                   |
| Kasper Stoltze          | 2021-2023 | Le Mans Virtual Series                                                                     | niente                                                                                   |
| Jordy Zwiers            | 2021-2023 | Le Mans Virtual Series                                                                     | niente                                                                                   |
| Martin Dyrlund          | 2021-2023 | Le Mans Virtual Series                                                                     | niente                                                                                   |
| Fabrizio Donoso Delgado | 2022      | F1 eSports                                                                                 | niente                                                                                   |
| Kamil Pawłowski         | 2022      | SRO GT World Challenge Esports Europe SRO Intercontinental GT Challenge Esports            | Ferrari Esports Series (2021)                                                            |
| Danilo Santoro          | 2022      | SRO Intercontinental GT Challenge Esports                                                  | niente                                                                                   |
| Daniel Savini           | 2022      | SRO Intercontinental GT Challenge Esports                                                  | niente                                                                                   |
| Christian Michel        | 2022-2023 | Le Mans Virtual Series                                                                     | niente                                                                                   |
| Hugo Merlhes            | 2022      | SRO Intercontinental GT Challenge Esports                                                  | niente                                                                                   |
| Sven Zurner             | 2022      | F1 eSports                                                                                 | niente                                                                                   |
| Chandler Seita          | 2022      | F1 eSports                                                                                 | niente                                                                                   |
| Andrea Capoccia         | 2023      | SRO Intercontinental GT Challenge Esports                                                  | niente                                                                                   |
| Jordan Sherratt         | 2023      | SRO Intercontinental GT Challenge Esports SRO Esports Sim Pro Series                       | niente                                                                                   |
| Alex Siebel             | 2024      | rFactor 2 GT Challenge Formula SimRacing World Championship Virtual Endurance Championship | Virtual Endurance Championship                                                           |
| Oliver Bearman          | 2022-2024 | Formula 1                                                                                  |                                                                                          |

### Piloti passati sotto la gestione della SFDA
| Pilota              | Anni      | Campionato attuale             | Squadra                        |
| ------------------- | --------- | ------------------------------ | ------------------------------ |
| Mirko Bortolotti    | 2010      | Campionato del mondo endurance | Prema                          |
| Sergio Pérez        | 2010-2012 | Formula 1                      | Red Bull Racing                |
| Daniel Zampieri     | 2010-2012 | N/A                            | N/A                            |
| Brandon Maïsano     | 2010-2012 | N/A                            | N/A                            |
| Jules Bianchi       | 2009-2012 | N/A                            | N/A                            |
| Lance Stroll        | 2015      | Formula 1                      | Aston Martin F1 Team           |
| Raffaele Marciello  | 2010-2015 | Blancpain GT Series            | Akka ASP                       |
| Charles Leclerc     | 2016-2017 | Formula 1                      | Scuderia Ferrari               |
| Antonio Fuoco       | 2013-2018 | Campionato del mondo endurance | Ferrari - AF Corse             |
| Zhou Guanyu         | 2014-2018 | Formula 1                      | Alfa Romeo Racing              |
| Sebastián Montoya   | 2018-2019 | Formula 3                      | Hitech Grand Prix              |
| Giuliano Alesi      | 2016-2020 | Super Formula                  | TOM'S                          |
| Gianluca Petecof    | 2017-2020 | N/A                            | N/A                            |
| Marcus Armstrong    | 2017-2021 | IndyCar Series                 | Chip Ganassi Racing            |
| Callum Ilott        | 2017-2021 | IndyCar Series                 | Juncos Hollinger Racing        |
| / Robert Shwartzman | 2018-2022 | GT World Challenge Europe      | AF Corse                       |
| Mick Schumacher     | 2018-2022 | Formula 1                      | Mercedes AMG F1 (terzo pilota) |
| Laura Camps Torras  | 2022      | Karting                        |                                |
| James Wharton       | 2021-2023 | N/A                            | N/A                            |
| Oliver Bearman      | 2021-2024 | Formula 1                      | Haas F1 Team                   |

## Scouting World Finals
| Anno | Vincitori / Entrati nella SFDA | Selezionati per le Finali                                                                             |
| ---- | ------------------------------ | --- |
| 2020 | James Wharton                  | Charlie Wurz Nikita Bedrin Viktor Gustavsson Santiago Reynoso James Wharton Marcos Flack              |
| 2021 | Oliver Bearman Rafael Camara   | Tuukka Taponen Oliver Bearman Rafael Camara Jesse Lacey                                               |
| 2022 | Tuukka Taponen                 | Emerson Fittipaldi Jr Tuukka Taponen Rashid Al Dhaheri Jack Beeton Gianmarco Pradel Jesse Carrasquedo |
| 2023 |                                | Pedro Clerot Emanuele Olivieri Rene Lammers Pedro Juan Moreno William Go Enzo Yeh                     |

## FIA Girls on Track
| Edizione | Vincitori / Entrati nella SFDA               | Selezionate per le Finali                                         | Selezionate per le Finali                                         |
| Edizione | Vincitori / Entrati nella SFDA               | Senior                                                            | Junior                                                            |
| -------- | -------------------------------------------- | ----------------------------------------------------------------- | ----------------------------------------------------------------- |
| 1°(2021) | Maya Weug                                    | Julia Ayoub Maya Weug Antonella Bassani Doriane Pin               | non disputato                                                     |
| 2°(2021) | Laura Camps Torras                           | Victoria Blokhina Clarissa Dervic Laura Camps Torras Julia Ayoub  | non disputato                                                     |
| 3°(2022) | Aurelia Nobels Zoe Potolea (Junior)          | Chloe Grant Aurelia Nobels Alice Buckley Chloe Chong              | Zoe Potolea Lisa Billard Sara Matsui Mathilda Paatz               |
| 4°(2023) | Alba Hurup Larsen Vanesa Silkunaite (Junior) | Mathilda Paatz Alba Hurup Larsen Joanne Ciconte Domenika Arellano | Bianca Nagy Eva Dorrestijn Annabella Fairclough Vanesa Silkunaite |